# Брянськ-Льговський
Брянськ-Льговський (Брянськ II) — вузлова станція Московської залізниці в місті Брянськ, Росія. Одна з головних пасажирських станцій, найбільший вантажний сортувальний парк Брянського залізничного вузла.

## Опис
Станція позакласна, сортувальна, в її межах розташовується 4 зупинні пункти: станція Брянськ-Льговський і платформи: Західний пост, Пост Брянськ-Південний і Східний пост.
На станції Брянськ-Льговський є 2 пасажирські платформи. 
Поруч із платформою південного напрямку у 1967 році збудовано двоповерхову будівлю вокзалу, на платформі північного напрямку є відкритий бетонний павільйон із навісом для захисту пасажирів від негоди.
Над коліями станції пролягає шляхопровід Московського проспекту — одного із магістральних проспектів Брянська. 
Вокзал розташований на деякій відстані від зупинок громадського транспорту, безпосередньо до станційної будівлі підходять лише автобуси 13, 103 та маршрутне таксі 31д.